# Servicio web
Un servicio web (en inglés: web service) es una tecnología que utiliza un conjunto de protocolos y estándares que sirven para intercambiar datos entre aplicaciones. Distintas aplicaciones de software desarrolladas en lenguajes de programación diferentes, y ejecutadas sobre cualquier plataforma, pueden utilizar los servicios web para intercambiar datos en redes de ordenadores como Internet. La interoperabilidad se consigue mediante la adopción de estándares abiertos. Las organizaciones OASIS y W3C son los comités responsables de la arquitectura y reglamentación de los servicios Web.
El W3C define un servicio web como:

Un servicio web es un sistema software diseñado para soportar la interacción máquina-a-máquina, a través de una red, de forma interoperable. Cuenta con una interfaz descrita en un formato procesable por un equipo informático (específicamente en WSDL), a través de la que es posible interactuar con el mismo mediante el intercambio de mensajes SOAP, típicamente transmitidos usando serialización XML sobre HTTP conjuntamente con otros estándares web.
W3C

Para mejorar la interoperabilidad entre distintas implementaciones de servicios web se ha creado el organismo WS-I, encargado de desarrollar diversos perfiles para definir de manera más exhaustiva estos estándares. Es una máquina que atiende las peticiones de los clientes web y les envía los recursos solicitados...

## Arquitectura

Arquitectura de los Servicios Web SOAP

En la arquitectura de servicios web existen tres partes: proveedor de servicios web, el que pide el servicio web y el publicador. El proveedor de servicios envía al publicador del servicio un fichero WSDL con la definición del servicio web. El que pide el servicio contacta con el publicador y descubre quién es el proveedor (protocolo WSDL) y contacta con el proveedor (protocolo SOAP). El proveedor valida la petición de servicio y envía el dato estructurado en formato XML utilizando el protocolo SOAP. El fichero XML es validado de nuevo por el que pide el servicio utilizando un fichero XSD.

## Estándares empleados
- Web Services Protocol Stack: conjunto de servicios y protocolos de los servicios web.
- XML (Extensible Markup Language): formato estándar para los datos que se vayan a intercambiar.
- SOAP (Simple Object Access Protocol) o XML-RPC (XML Remote Procedure Call): protocolos sobre los que se establece el intercambio.
- Otros protocolos: los datos en XML también pueden enviarse de una aplicación a otra mediante protocolos normales como Hypertext Transfer Protocol (HTTP), File Transfer Protocol (FTP), o Simple Mail Transfer Protocol (SMTP).
- WSDL (Web Services Description Language): es el lenguaje de la interfaz pública para los servicios web. Es una descripción basada en XML de los requisitos funcionales necesarios para establecer una comunicación con los servicios web.
- UDDI (Universal Description, Discovery and Integration): protocolo para publicar la información de los servicios web. Permite comprobar qué servicios web están disponibles.
- WS-Security (Web Service Security): protocolo de seguridad aceptado como estándar por OASIS (Organization for the Advancement of Structured Information Standards). Garantiza la autenticación de los actores y la confidencialidad de los mensajes enviados.
- REST (Representational State Transfer): estilo arquitectónico, que haciendo uso del protocolo HTTP, proporciona una API que utiliza cada uno de sus métodos (GET, POST, PUT, DELETE, etcétera) para poder realizar diferentes operaciones entre la aplicación que ofrece el servicio web y el cliente.
- GraphQL, arquitectura alternativa a REST.

## Ventajas de los servicios web
- Aportan interoperabilidad entre aplicaciones de software independientemente de sus propiedades o de las plataformas sobre las que se instalen.
- Los servicios web fomentan los estándares y protocolos basados en texto, que hacen más fácil acceder a su contenido y entender su funcionamiento.
- Permiten que servicios y software de diferentes compañías ubicadas en diferentes lugares geográficos puedan ser combinados fácilmente para proveer servicios integrados.

## Inconvenientes de los servicios web
- Para realizar transacciones, no pueden compararse en su grado de desarrollo con los estándares abiertos de computación distribuida como CORBA (Common Object Request Broker Architecture).
- Su rendimiento es bajo si se compara con otros modelos de computación distribuida, tales como Java Remote Method Invocation (RMI), CORBA o Distributed Component Object Model (DCOM). Es uno de los inconvenientes derivados de adoptar un formato basado en texto. Y es que entre los objetivos de XML no se encuentra la concisión ni la eficacia de procesamiento.
- Al apoyarse en HTTP, pueden esquivar medidas de seguridad basadas en firewall cuyas reglas tratan de bloquear o auditar la comunicación entre programas a ambos lados de la barrera.

## Razones para crear servicios web
La principal razón para usar servicios Web es que se pueden utilizar con HTTP sobre Transmission Control Protocol (TCP) en el puerto de red 80. Dado que las organizaciones protegen sus redes mediante firewalls (que filtran y bloquean gran parte del tráfico de Internet), cierran casi todos los puertos TCP salvo el 80, que es, precisamente, el que usan los navegadores web. Los servicios web utilizan este puerto, por la simple razón de que no resultan bloqueados. Es importante señalar que los servicios web se pueden utilizar sobre cualquier protocolo, sin embargo, TCP es el más común.
Otra razón es que, antes de que existiera SOAP, no había buenas interfaces para acceder a las funcionalidades de otras computadoras en red. Las que había eran ad hoc y poco conocidas, tales como Electronic Data Interchange (EDI), Remote Procedure Call (RPC), u otras API. 
Una tercera razón por la que los servicios web son muy prácticos es que pueden aportar gran independencia entre la aplicación que usa el servicio web y el propio servicio. De esta forma, los cambios a lo largo del tiempo en uno no deben afectar al otro. Esta flexibilidad será cada vez más importante, dado que la tendencia a construir grandes aplicaciones a partir de componentes distribuidos más pequeños es cada día más utilizada.

## Plataformas
Servidores de aplicaciones para servicios Web:
- JBoss servidor de aplicaciones J2EE Open Source de Red Hat inc.
- Oracle Fusion Middleware
- IBM Lotus Domino a partir de la versión 7.0
- Axis y el servidor Jakarta Tomcat (de Apache)
- ColdFusion MX de Macromedia
- Java Web Services Development Pack (JWSDP) de Sun Microsystems (basado en Jakarta Tomcat)
- JOnAS (parte de ObjectWeb una iniciativa de código abierto)
- Microsoft .NET
- Novell exteNd (basado en la plataforma J2EE)
- WebLogic
- WebSphere
- JAX-WS con GlassFish
- Zope es un servidor de aplicaciones Web orientado a objetos desarrollado en el lenguaje de programación Python
- VERASTREAM de AttachmateWRQ para modernizar o integrar aplicaciones host IBM y VT